# Csíkos disznó
A csíkos disznó (Sus scrofa vittatus) az emlősök (Mammalia) osztályának párosujjú patások (Artiodactyla) rendjébe, ezen belül a disznófélék (Suidae) családjába tartozó vaddisznó (Sus scrofa) egyik alfaja.

## Előfordulása
A csíkos disznó előfordulási területe a Maláj-félsziget, Indonéziában Szumátra és Jáva, keleten egészen a Komodo szigetig.

## Megjelenése
Kisméretű alfaj, melynek ritkás a szőrzete, viszont a fején és hátának elülső részén hosszú szálú „sörény” látható. A pofáján és orrán fehér sávozás van; az orrától a nyakáig vöröses sávozás húzódik. Jóval kisebb, mint a kontinentális kontyos disznó (Sus scrofa cristatus); a legnagyobb példányai a Komodo szigeten élnek, ezek elérhetik a 48 kilogrammos testtömeget.
Meglehet, hogy egy önálló disznófaj, azaz nem a vaddisznó alfaja; hasonlóságokat mutat több, más délkelet-ázsiai disznófajjal. Ha mégis a vaddisznó alfaja, akkor egy bazális, azaz alapi alfaj. A koponyája nem mutat specializálódást, a pofája rövid és az agytérfogata eléggé kicsi.

## Életmódja
Ez a disznó főleg gyümölcsevő. A jávai Ujung Kulon Nemzeti Parkban körülbelül 50 különböző gyümölccsel táplálkozik, főleg fügével (Ficus carica); emiatt élőhelyének egyik fő magterjesztő állata. A Komodo-szigetekhez tartozó Rinja-szigeten az étlapja változatosabb, itt a gyümölcsök mellett gyökereket, gyöktörzseket, perjeféléket, rovarokat, kígyókat és döghúst is fogyaszt. Apálykor a parton levő rákokból is táplálkozik.
Ott, ahol megossza az elterjedési területét a komodói varánusszal (Varanus komodoensis), az óriásgyík elsődleges táplálékává válik.

## Szaporodása
A koca füvekből készített „fészkében” 2-6 malacnak ad életet. A malacok decembertől márciusig jönnek világra. A malacok kevésbé csíkosak, mint az európai vadmalacok.

## Képek

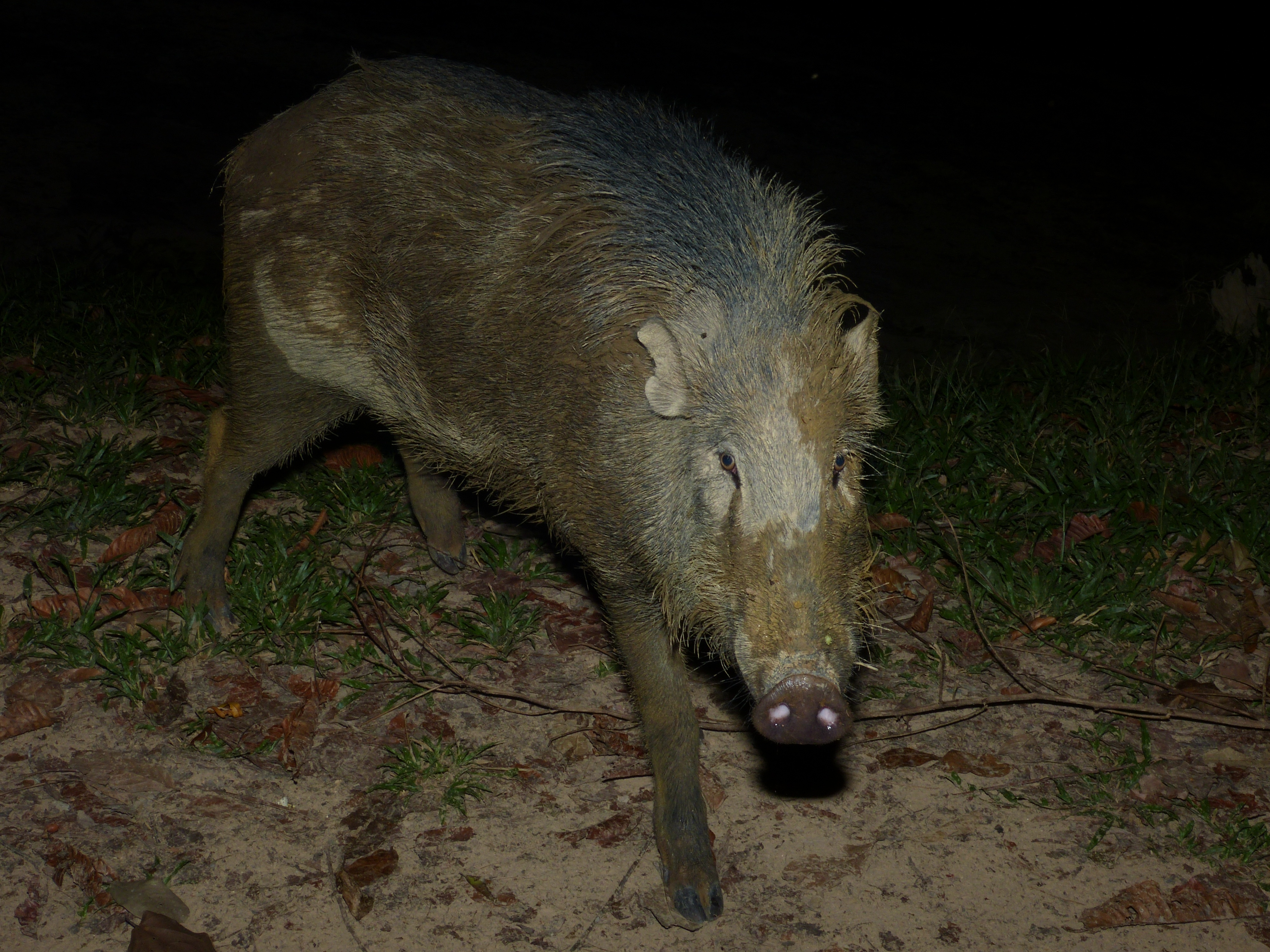
Szemből
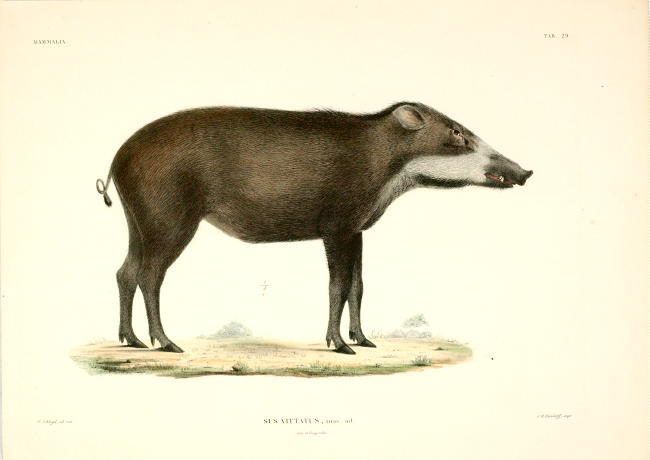
Régi rajz a disznóról
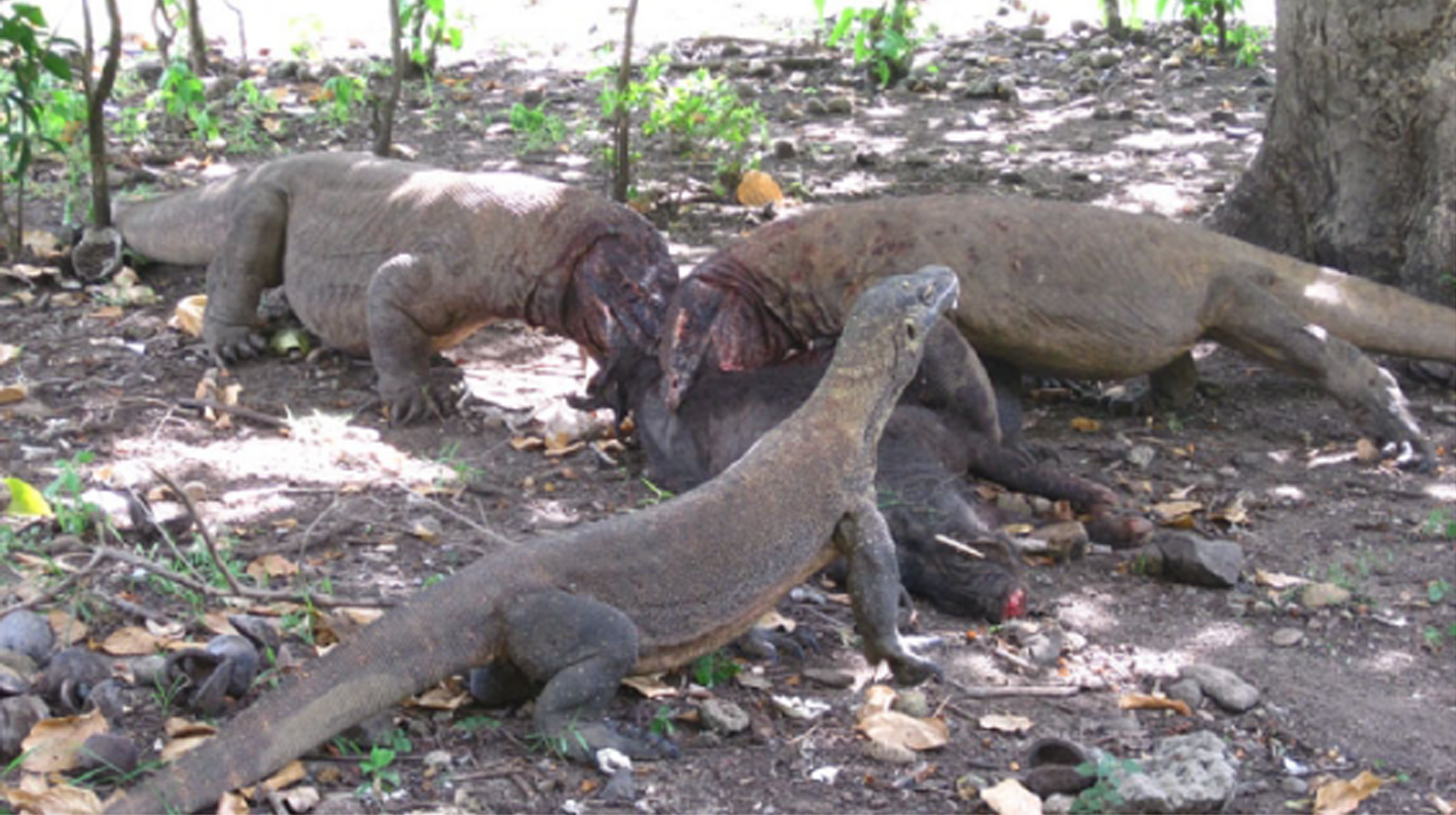
Csíkos disznóból táplálkozó komodói varánuszok

## Fordítás
- Ez a szócikk részben vagy egészben  a   Wild boar című angol Wikipédia-szócikk ezen változatának fordításán alapul.  Az eredeti cikk szerkesztőit annak laptörténete sorolja fel. Ez a jelzés csupán a megfogalmazás eredetét és a szerzői jogokat jelzi, nem szolgál a cikkben szereplő információk forrásmegjelöléseként.
- Ez a szócikk részben vagy egészben  a   Banded pig című angol Wikipédia-szócikk ezen változatának fordításán alapul.  Az eredeti cikk szerkesztőit annak laptörténete sorolja fel. Ez a jelzés csupán a megfogalmazás eredetét és a szerzői jogokat jelzi, nem szolgál a cikkben szereplő információk forrásmegjelöléseként.